# Zelenîi Hai, Dubno
Zelenîi Hai (în ucraineană Зелений Гай) este un sat în comuna Varkovîci din raionul Dubno, regiunea Rivne, Ucraina.

## Demografie
Componența lingvistică a localității Zelenîi Hai
     Ucraineană (99,6%)
     Alte limbi (0,4%)
Conform recensământului din 2001, majoritatea populației localității Zelenîi Hai era vorbitoare de ucraineană (99,6%), existând în minoritate și vorbitori de alte limbi.